# Guanosintrifosfát
Guanosintrifosfát (GTP) je nukleotid s třemi fosfátovými skupinami, který je možno považovat za analog ATP. Vzniká například v citrátovém cyklu substrátovou fosforylací (při štěpení sukcinyl-CoA) nebo enzymovou fosforylací GDP (GDP + ATP → GTP + ADP). Jeho štěpení na GDP a Pi dodává energii některým reakcím, katalyzovaným ligázami; uplatňuje se také významně při translaci, kde je na připojení jedné aminokyseliny k rostoucímu peptidovému řetězci zapotřebí rozštěpit 2 molekuly GTP. Jeho cyklizací, katalyzovanou guanidylátcyklázou, vzniká cGMP.

## Funkce

### Energetický metabolismus
V některých případech GTP vzniká během reakcí energetického metabolismu. U člověka vzniká např. během Krebsova cyklu při reakci katalyzované jaterní a ledvinovou formou sukcinyl-CoA-syntetázy. Takto vzniklý GTP má zřejmě regulační význam v glukoneogenezi.

### Substrát pro GTPázy
Tzv. GTPázy jsou enzymy, které vážou GTP a hydrolyzují ho na guanosindifosfát (GDP). Nejedná se však o banální hydrolytickou degradaci, nýbrž o komplexní regulační mechanismus, který řídí řadu klíčových procesů v buňkách. To, jestli je na GTPáze navázáno GTP nebo GDP, nebo není navázáno nic, totiž ovlivňuje prostorovou konformaci GTPázy. Při navázání GTP jsou obvykle GTPázy v aktivním stavu a mohou např. vázat různé jiné proteiny a ovlivňovat jejich funkci. Tento aktivní stav je však dočasný a končí ve chvíli, kdy je GTP hydrolyzováno na GDP.
GTP tak skrz GTPázy ovlivňuje tak fundamentální procesy, jako je import proteinů do jádra (protein Ran), regulace signalizačních drah (Ras) a cytoskeletu (Rac, Rho, CDC42). K dalším příkladům patří heterotrimerické G-proteiny, což jsou GTPázy asociované s membránovými receptory, k jejichž aktivaci (výměně GDP za GTP) dochází po navázání ligandu na tyto receptory. GTP však umožňuje také např. polymerační aktivitu tubulinu (navázání GTP na tubulin je v buňkách potřeba k polymeraci tubulinu do mikrotubulů).